# Heterodontosauriformes
Heterodontosauriformes  es un clado propuesto de dinosaurios ornitisquios que vivieron desde el Jurásico Inferior hasta el Jurásico inferior (hace aproximadamente 203 y 66 millones de años, desde el Hettangiense hasta el Maastrichtiense), en lo que hoy es Norteamérica, Asia, África y, probablemente, Europa.

## Historia
El clado fue propuesto por Xu et al. en el 2006, para agrupar al clado Marginocephalia y a la familia Heterodontosauridae. Esta última era previamente clasificada dentro del suborden Ornithopoda antes del descubrimiento de Yinlong, cuyo espécimen se consideró como un posible nexo entre los marginocéfalos y los heterodontosáuridos. Sin embargo, estudios posteriores no han confirmado este agrupamiento y por lo tanto ha sido prácticamente abandonado.